# Охус
Охус (на шведски: Åhus) е град в южна Швеция, лен Сконе, община Кришанстад. Намира се на около 430 km на югозапад от столицата Стокхолм и на 14 km на югоизток от Кришанстад. Първите сведения за града датират от 1149 г. Има крайна жп гара. Морски курорт на Балтийско море. Производство на водка. Ежегодно в Охус през август и септември се провежда фестивал по ядене на змиорка и пиене на шнапс. Населението на града е 9423 жители според данни от преброяването през 2010 г.